# Bengt Fogelberg
Bengt Fogelberg (Gotemburgo, 8 de agosto de 1786 – Trieste, 22 de dezembro de 1854) foi um escultor sueco, que aderiu ao movimento goticista, no espírito do culto do nórdico antigo e do misticismo da natureza. É igualmente o autor de algumas esculturas de grandes homens, como Gustavo II Adolfo, Birger Jarl e Carlos XIV João

## Obras

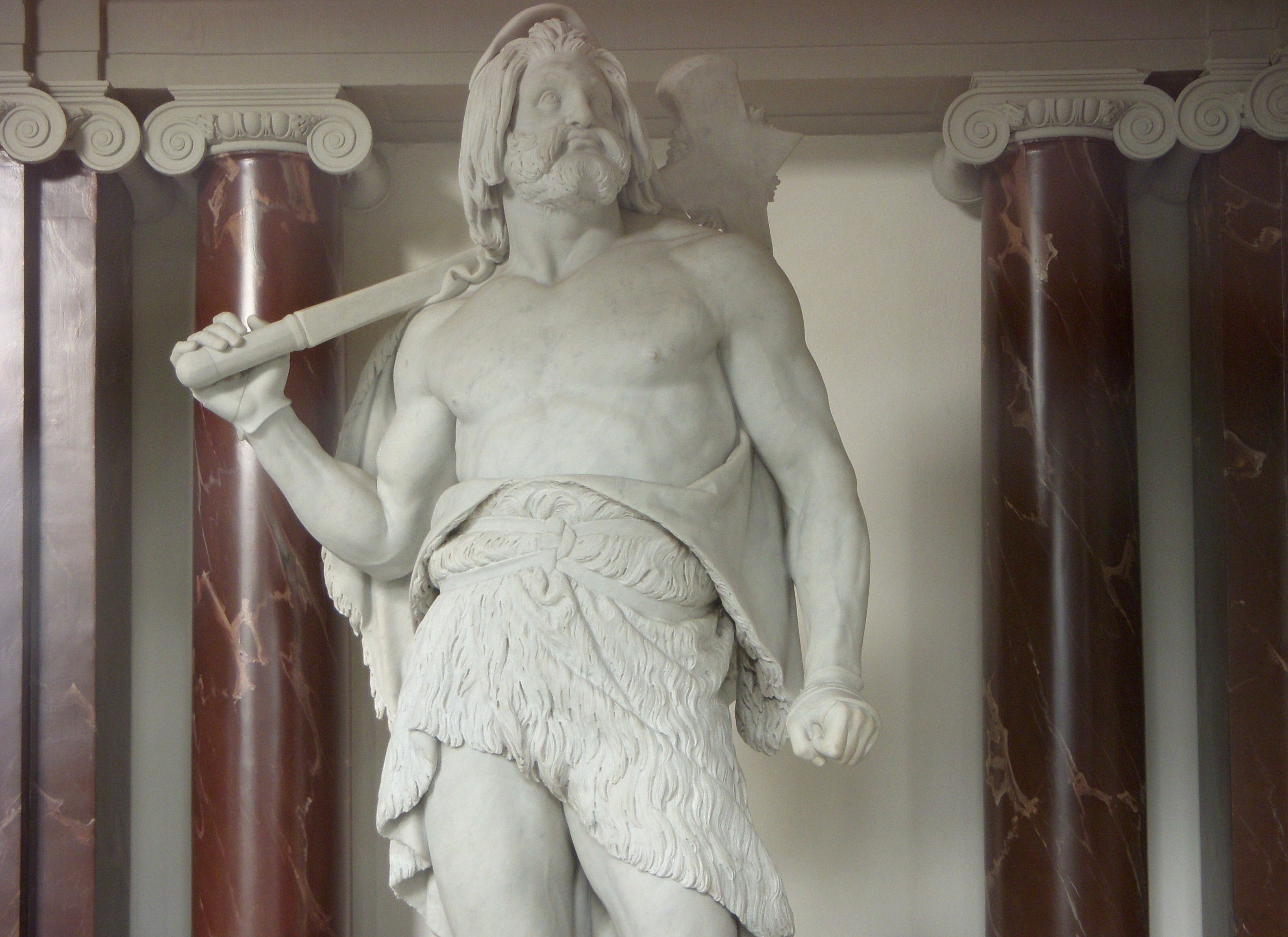
Thor 1844 Orangeria do Palácio de Ulriksdal
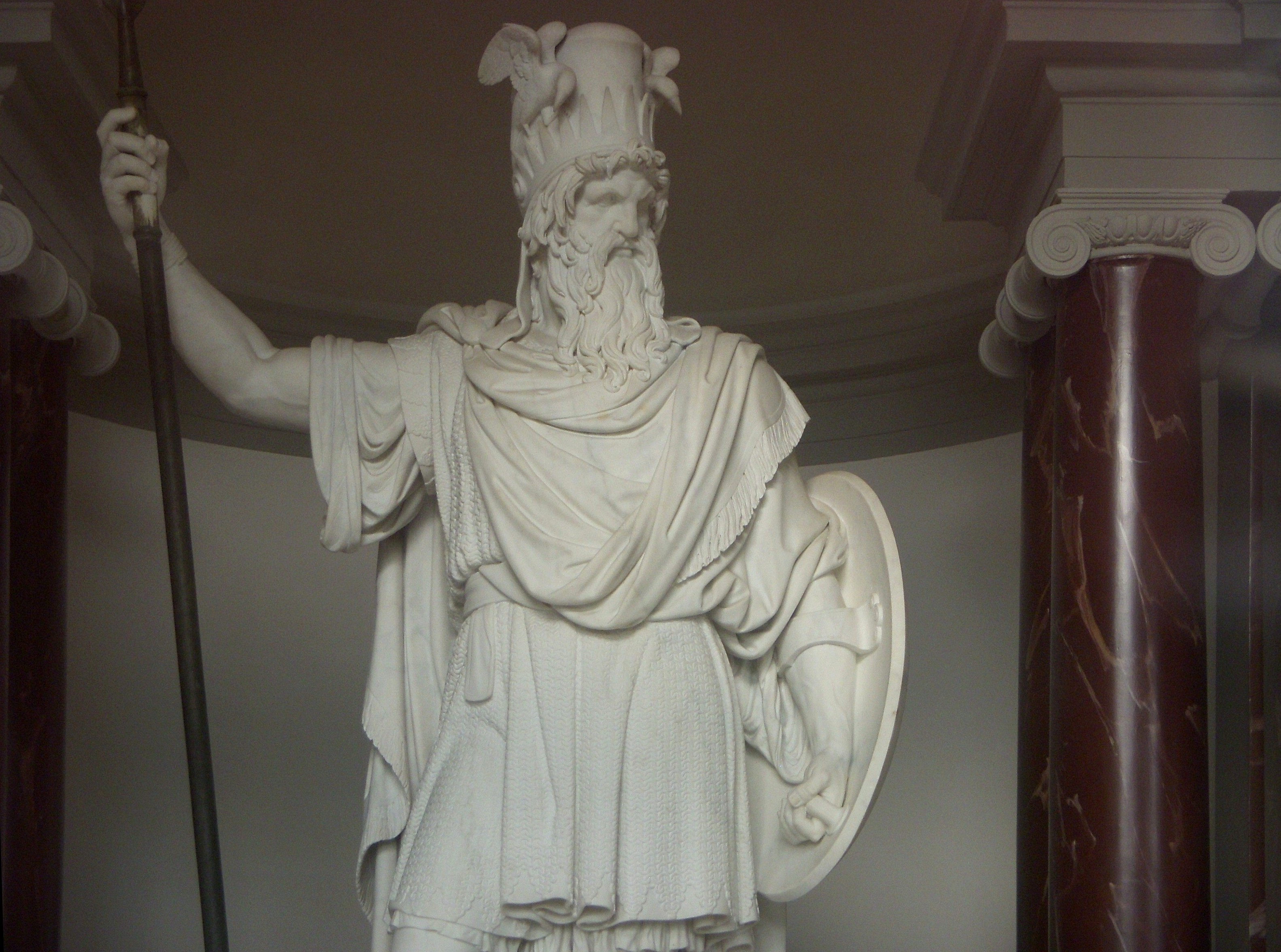
Odin 1830
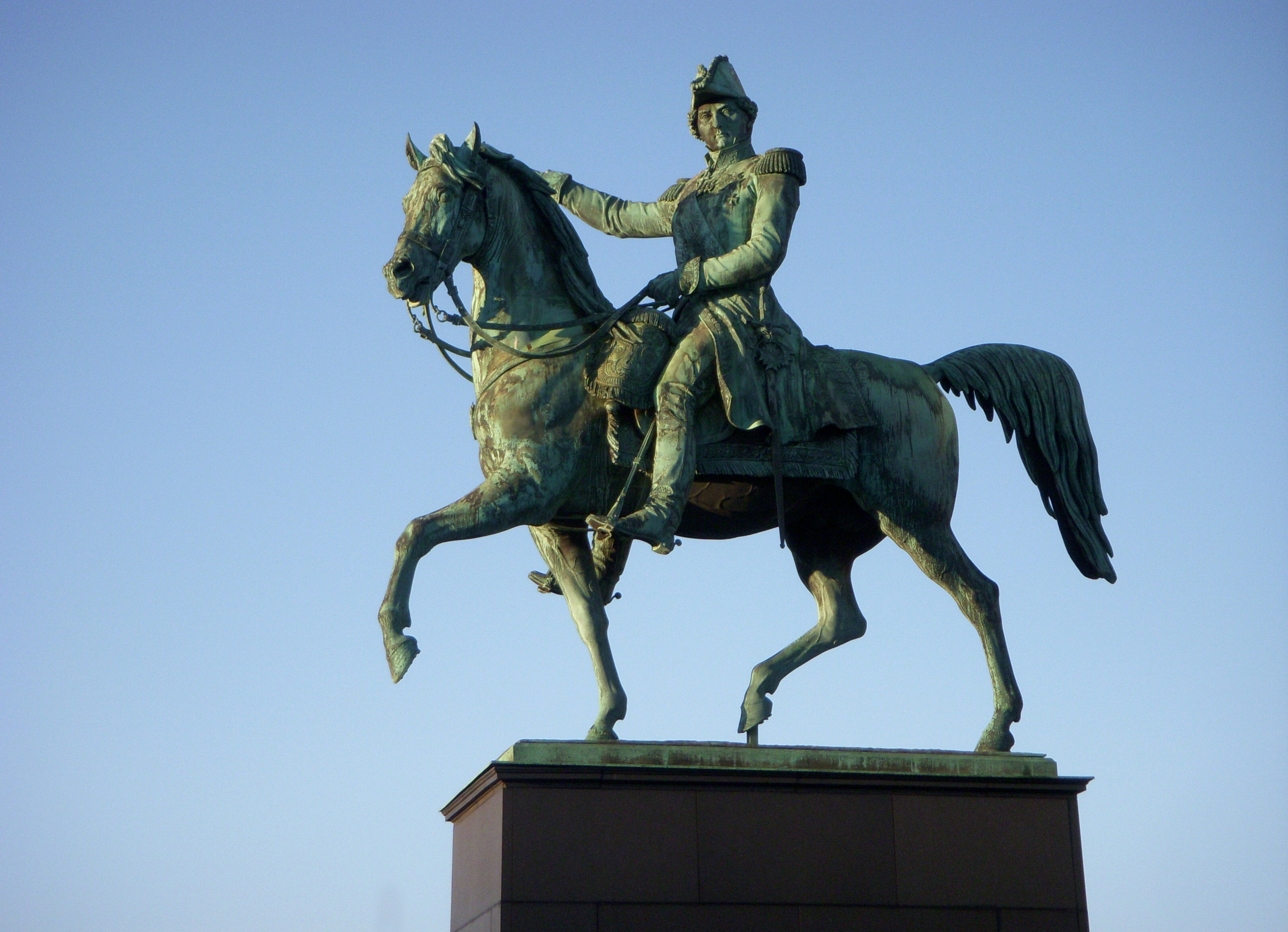
Carlos XIV João Slussplan em Estocolmo
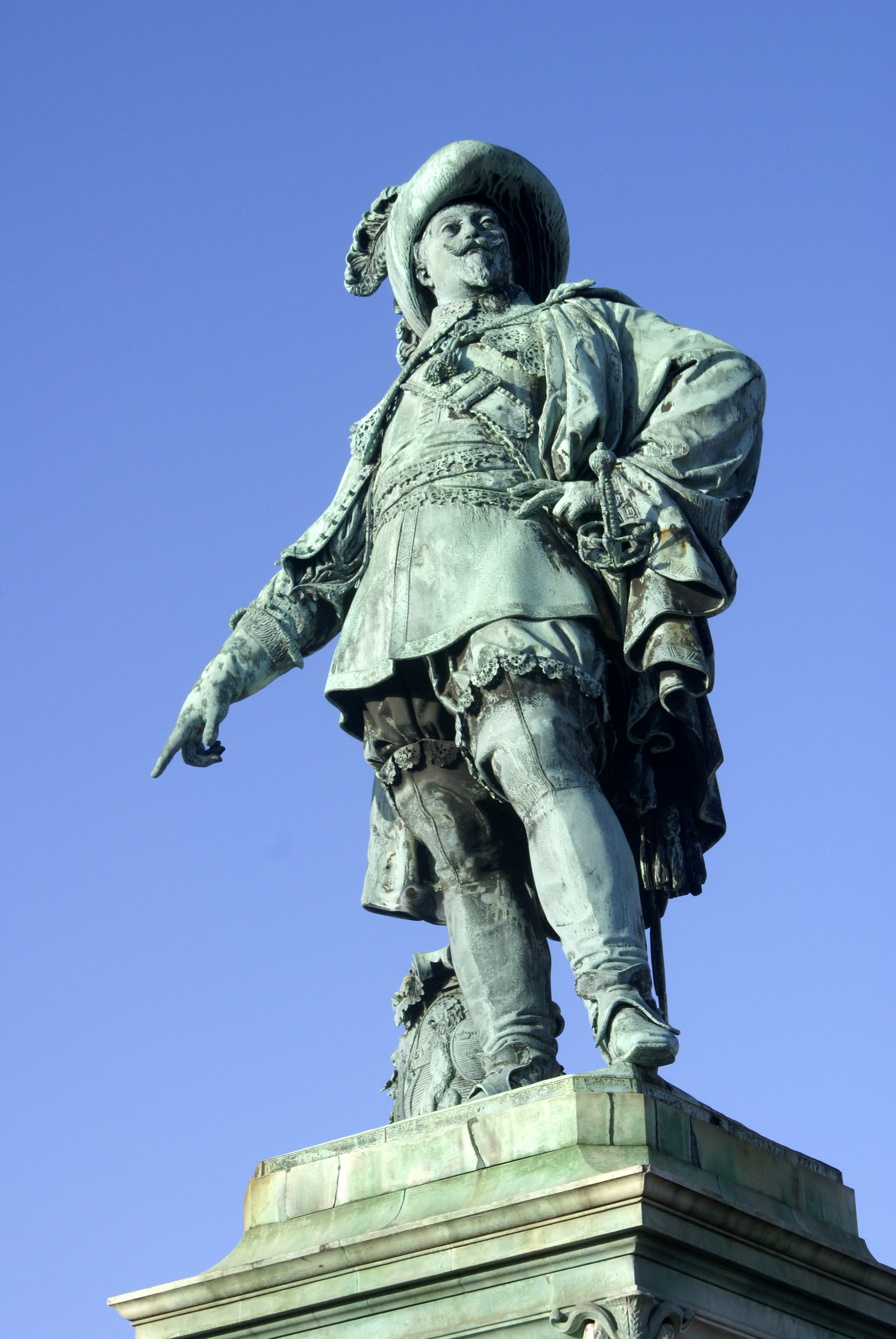
Gustavo II Adolfo Gustav Adolfs torg em Gotemburgo